# Cumbre Ibérica
Las Cumbres Hispano-Portuguesas o Cumbres Ibéricas (Cimeiras ibéricas) son reuniones anuales bilaterales entre el presidente del gobierno de España y el primer ministro de Portugal en las que se tratan asuntos de actualidad que interesan a ambos gobiernos, así como proyectos de cooperación entre los dos países. A las cumbres suelen acudir también los presidentes de las comunidades autónomas limítrofes y varios ministros de las dos naciones.
Las cumbres ibéricas suelen tener una duración de dos días, normalmente se celebran en el mes de noviembre de cada año y la sede de las mismas es variable, una ciudad de España un año y una de Portugal al año siguiente. Debido a los procesos electorales y cambios de gobierno que se produjeron en Portugal y en España durante 2011, la XXV (vigésimo-quinta) cumbre se fue posponiendo y, finalmente, se celebró el 9 de mayo de 2012 en la localidad portuguesa de Oporto (Portugal). Las siguientes reuniones tuvieron lugar en Madrid (2013), Vidago (2014), Bayona (2015) y Vila Real (2017).
En 2001, ambos gobiernos acordaron organizar una reuniones adicionales entre sus respectivos ministros de Asuntos Exteriores. El objetivo de ello es concretar los objetivos definidos en cada cumbre. En la Cumbre de 2021, celebrada en Trujillo, los gobiernos de Costa y Sánchez firmaron un nuevo Tratado de Amistad y Cooperación, sustituyendo al anterior de 1977.

## Cumbres Ibéricas
| Cumbre | Fecha                        | Ubicación                      | Jefes de Gobierno            | Jefes de Gobierno         | Temas tratados en las cumbres |
| Cumbre | Fecha                        | Ubicación                      | España                       | Portugal                  | Temas tratados en las cumbres |
| ------ | ---------------------------- | ------------------------------ | ---------------------------- | ------------------------- | ----------------------------- |
| I      | 11 y 12 de noviembre de 1983 | Sintra, Portugal               | Felipe González              | Mário Soares              | Temas tratados                |
| II     | Mayo de 1985                 | Alcántara, España              | Felipe González              | Mário Soares              | Temas tratados                |
| III    | 24 y 25 de octubre de 1986   | Guimarães , Portugal           | Felipe González              | Aníbal Cavaco Silva       | Temas tratados                |
| IV     | 11 y 12 de noviembre de 1987 | Madrid, España                 | Felipe González              | Aníbal Cavaco Silva       | Temas tratados                |
| V      | 2 y 3 de noviembre de 1988   | Lisboa, Portugal               | Felipe González              | Aníbal Cavaco Silva       | Temas tratados                |
| VI     | 2 y 3 de febrero de 1990     | Carmona, España                | Felipe González              | Aníbal Cavaco Silva       | Temas tratados                |
| VII    | 5 de diciembre de 1990       | Quinta do Lago, Portugal       | Felipe González              | Aníbal Cavaco Silva       | Temas tratados                |
| VIII   | 14 de diciembre de 1991      | Trujillo, España               | Felipe González              | Aníbal Cavaco Silva       | Temas tratados                |
| IX     | 4 y 5 de diciembre de 1992   | Funchal, Portugal              | Felipe González              | Aníbal Cavaco Silva       | Temas tratados                |
| X      | 17 y 18 de diciembre de 1993 | Palma de Mallorca, España      | Felipe González              | Aníbal Cavaco Silva       | Temas tratados                |
| XI     | 18 y 19 de noviembre de 1994 | Oporto, Portugal               | Felipe González              | Aníbal Cavaco Silva       | Temas tratados                |
| XII    | 18 de enero de 1996          | Madrid, España                 | Felipe González              | António Guterres          | Temas tratados                |
| XIII   | 29 y 30 de octubre de 1996   | Ponta Delgada, Portugal        | José María Aznar             | António Guterres          | Temas tratados                |
| XIV    | 18 y 19 de noviembre de 1997 | Madrid, España                 | José María Aznar             | António Guterres          | Temas tratados                |
| XV     | 29 y 30 de noviembre de 1998 | Vilamoura, Portugal            | José María Aznar             | António Guterres          | Temas tratados                |
| XVI    | 25 y 26 de enero de 2000     | Salamanca, España              | José María Aznar             | António Guterres          | Temas tratados                |
| XVII   | 29 y 30 de enero de 2001     | Sintra, Portugal               | José María Aznar             | António Guterres          | Temas tratados                |
| XVIII  | 2 y 3 de octubre de 2002     | Valencia, España               | José María Aznar             | José Manuel Durão Barroso | Temas tratados                |
| XIX    | 7 y 8 de noviembre de 2003   | Figueira da Foz, Portugal      | José María Aznar             | José Manuel Durão Barroso | Temas tratados                |
| XX     | 1 de octubre de 2004         | Santiago de Compostela, España | José Luis Rodríguez Zapatero | Pedro Santana Lopes       | Temas tratados                |
| XXI    | 18 y 19 de noviembre de 2005 | Évora, Portugal                | José Luis Rodríguez Zapatero | José Sócrates             | Temas tratados                |
| XXII   | 24 y 25 de noviembre de 2006 | Badajoz, España                | José Luis Rodríguez Zapatero | José Sócrates             | Temas tratados                |
| XXIII  | 18 y 19 de enero de 2008     | Braga, Portugal                | José Luis Rodríguez Zapatero | José Sócrates             | Temas tratados                |
| XXIV   | 22 de enero de 2009          | Zamora, España                 | José Luis Rodríguez Zapatero | José Sócrates             | Temas tratados                |
| XXV    | 9 de mayo de 2012            | Oporto, Portugal               | Mariano Rajoy                | Pedro Passos Coelho       | Temas tratados                |
| XXVI   | 13 de mayo de 2013           | Madrid, España                 | Mariano Rajoy                | Pedro Passos Coelho       | Temas tratados                |
| XXVII  | 4 de junio de 2014           | Vidago, Portugal               | Mariano Rajoy                | Pedro Passos Coelho       | Temas tratados                |
| XXVIII | 22 de junio de 2015          | Bayona, España                 | Mariano Rajoy                | Pedro Passos Coelho       | Temas tratados                |
| XXIX   | 29 y 30 de mayo de 2017      | Vila Real, Portugal            | Mariano Rajoy                | António Costa             | Temas tratados                |
| XXX    | 21 de noviembre de 2018      | Valladolid, España             | Pedro Sánchez                | António Costa             | Temas tratados                |
| XXXI   | 2 de octubre de 2020         | Guarda, Portugal               | Pedro Sánchez                | António Costa             | Temas tratados                |
| XXXII  | 28 de octubre de 2021        | Trujillo, España               | Pedro Sánchez                | António Costa             | Temas tratados                |
| XXXIII | 10 de octubre de 2022        | Viana do Castelo, Portugal     | Pedro Sánchez                | António Costa             | Temas tratados                |
| XXXIV  | 14 y 15 de marzo de 2023     | Lanzarote, España              | Pedro Sánchez                | António Costa             | Temas tratados                |
| XXXV   | 23 de octubre de 2024        | Faro, Portugal                 | Pedro Sánchez                | Luís Montenegro           |                               |